# Grease (musical)
Grease è un musical di Jim Jacobs e Warren Casey del 1971. Il suo esordio avvenne al Kingston Mines Theatre di Chicago, dove venne visto dai produttori Ken Waissman e Maxine Fox che decisero di allestirne una versione a Broadway con la regia di Tom Moore e le coreografie di Patricia Birch. Lo spettacolo ebbe un successo sempre maggiore e andò in scena in teatri via via più importanti. Numerosi sono gli allestimenti e le tournée che lo vedono presente in tutto il mondo.
Nel 1978 ha ispirato il film omonimo campione di incassi con John Travolta e Olivia Newton John e diretto da Randal Kleiser.

## Trama
[Esistono diverse varianti del musical, soprattutto successive al film del 1978.]

### Atto I
Presso la Rydell High School l'anziana insegnante di inglese Miss Lynch recita l'inno scolastico insieme a Patty Simcox, cheerleader e responsabile dell'annuario, e Eugene Florczyk, valedictorian (Alma Mater). Eugene inizia a fare un discorso motivante per gli alunni ma viene interrotto da una banda di ragazzi con i capelli pesantemente ricoperti di gel, i Burger Palace Boys [successivamente noti come Thunderbirds], accompagnati dalle loro controparti femminili, le Pink Ladies, che iniziano a prendersi gioco dell'inno (Alma Mater (Parody)).
È il primo giorno di scuola e le Pink Ladies si trovano in mensa mentre i Burger Palace Boys siedono sui gradini all'entrata della scuola. Alle Pink Ladies (Frenchy, Marty, Jan e Rizzo) si presenta una nuova ragazza, Sandy Dumbrowski, che racconta di come è stata ingiustamente respinta dalla scuola cattolica e della sua storia d'amore estiva irrisolta. A sua insaputa, il suo amante Danny Zuko in realtà frequenta la Rydell ed è membro e soprattutto capo dei Burger Palace Boys (Kenickie, Doody, Roger e Sonny), a cui sta contemporaneamente racconta la stessa storia estiva ma, mentre Sandy si focalizza sul romanticismo, Danny esagera con i presunti avvenimenti più spinti (Summer Nights).
Le Pink Ladies capiscono che la cotta estiva di Sandy è proprio Danny e fanno in modo che i due si imbattano accidentalmente; l'incontro è teso e imbarazzante, siccome Danny non vuole ammettere ai Burger Palace Boys che questa è la ragazza delle sue storie. Sandy, per il modo freddo e spaccone del ragazzo nei suoi confronti, ha il cuore spezzato; le Pink Ladies per rallegrarla la invitano al pigiama party di Marty. I ragazzi invece si riuniscono per ammirare la nuova chitarra di Doody: il ragazzo sogna di diventare una rockstar e, nonostante inizialmente sembra che non ne abbia le capacità, improvvisa un emozionante concerto (Those Magic Changes).
Al pigiama party di Marty le ragazze sperimentano alcolici, sigarette e il bucarsi le orecchie, portando Sandy a svenire alla vista del sangue; le Pink Ladies sfruttano la situazione per prendersi gioco della ragazza [in molte versioni successive Look at Me, I'm Sandra Dee viene eseguita in questa occasione, seguendo la falsariga del film]. Marty racconta delle sue numerose relazioni a distanza tra cui un marine chiamato Freddy, implicando che l'unico motivo della loro frequentazione siano i preziosi regali che le manda dal Giappone (Freddy, My Love). Quella stessa notte, i Burger Palace Boys stanno prendendo in giro Kenickie per la sua nuova auto, comprata di seconda mano, Greased Lightnin'; ma Kenickie è convinto di poter aggiustare e potenziare il suo veicolo (Greased Lightnin').
Danny rivede Sandy agli allenamenti delle cheerleader e cerca di scusarsi, venendo interrotto dal capo di esse, Patty, che flirta con Danny. Inoltre lo informa che sono aperte le selezioni per la squadra di atletica tanto che Danny promette a Sandy che le supererà per dimostrarle di essere un ragazzo sofisticato. In seguito Patty e Sandy si esercitano con una routine di cheerleading facendo sentire Patty molto in competizione con l'altra ragazza (Rydell Fight Song).
I Burger Palace Boys e le Pink Ladies si trovano ad un picnic in cui Danny annuncia di essersi unito alla squadra di atletica con molto disappunto da parte degli altri ragazzi. Roger e Jan chiacchierano e si punzecchiano a vicenda, e lui decide di raccontarle del suo hobby di mostrare il didietro nudo a sconosciuti; lei rimane estasiata dal racconto e i due ragazzi si affezionano (Mooning). Rizzo intanto prende in giro Danny per essersi preso una cotta per una ragazza che ricorda eccessivamente l'ingenua attrice Sandra Dee (Look at Me, I'm Sandra Dee).
Sandy, che stava lavorando ad un progetto di biologia di Eugene, arriva giusto in tempo al picnic per assistere alla sua parodia. Attacca Rizzo e dice furente a Danny che desidererebbe non averlo mai incontrato, prima di scappare via [il brano Hopelessly Devoted to You fu scritto per versioni successive, e il suo posizionamento è molto variabile]. La situazione si calma quando le due bande iniziano a discutere del prossimo ballo di scuola e si ripromettono di divertirsi insieme (We Go Together).

### Atto II
È la sera del ballo di scuola dove tutti si stanno divertendo (Shakin' at the High School Hop). Sandy è a casa da sola, ascoltando la radio e piangendo pensando a quanto le manca Danny (It's Raining on Prom Night).
Nel frattempo Kenickie arriva alla serata insieme a Cha-Cha DiGregorio, una sensuale e talentuosa ballerina. Patty vorrebbe convincere Danny a ballare con lei parlando male di Sandy ma finisce con Eugene; Eugene intanto era corteggiato da Rizzo affinché Kenickie ne rimanesse ingelosito. Infatti infine le coppie sono Kenickie con Rizzo e Danny con Cha-Cha. Il presentatore Vince Fontaine inizia una gara di ballo basata sulla mossa dell'hand jive. Alla fine Danny e Cha-Cha sono i vincitori, e tra i premi che ricevono ci sono biglietti per un drive-in [questa scena viene pesantemente modificata in versioni successive al film, in cui vedono Sandy come partecipante insieme a Danny che tuttavia per equivoci durante la gara finisce con Cha-Cha] (Born to Hand Jive).
Tempo dopo Frenchy incontra i Burger Palace Boys armati fino ai denti e scopre che sono diretti ad una rissa contro una banda rivale, i Flaming Dukes, siccome Cha-Cha era la fidanzata di uno dei ragazzi di essa. Tuttavia scoprono solo in seguito che Danny non si unirà a loro per la rissa siccome ha un'importante gara di atletica, suscitando l'indignazione dei ragazzi. Rimasta sola, Frenchy si lamenta del proprio futuro, avendo appena mollato la scuola di estetica non riuscendo ad ottenere voti sufficienti. Arriva una presenza angelica, Teen Angel, che le consiglia di iscriversi nuovamente al liceo (Beauty School Dropout).
Danny intanto ha invitato Sandy per il drive-in, che ha accettato. Si lamenta dell'insistenza dei suoi amici circa la rissa e si scusa per il loro comportamento; inoltre porta diversi regali, ottenendo il perdono della ragazza. Quindi il ragazzo decide di entrare in intimità con la ragazza senza ottenere tuttavia il suo consenso, tanto che la ragazza lo abbandona indignata, lasciandolo solo al drive-in con i suoi pensieri (Sandy).
A una festa nel seminterrato di Jan dove Danny non è stato invitato, Doody canta insieme a Roger per intrattenere gli amici (Rock 'N' Roll Party Queen). Rizzo teme di essere incinta e lo racconta agli altri, non rivelando l'identità del presunto padre e rifiutando qualunque tipo di aiuto. Rimasta sola con Sandy, quest'ultima le chiede il motivo della sua scontrosità e deduce che il probabile padre sia Kenickie; Rizzo risponde dicendo che lei è una persona migliore di quanto gli altri credano e che mostrare le proprie debolezze sarebbe il peggio che potrebbe fare (There Are Worse Things I Could Do). Sandy, rimasta sola, capisce che deve trovare un modo per omologarsi con le due bande (Look at Me, I'm a Sandra Dee (Reprise)).
Il giorno dopo, i Burger Palace Boys sono al loro solito diner sempre senza Danny e vengono raggiunti da una Patty disperata: lei racconta che Danny ha abbandonato la gara e fatto il dito medio all'allenatore guadagnandosi nuovamente l'ammirazione dei ragazzi, non appena lo rincontrano. Vengono raggiunti in seguito dalle Pink Ladies accompagnate da una nuova Sandy completamente trasformata, da innocente a provocante, che tira un pugno a Patty. Danny è deliziato da questo cambiamento e la coppia dichiara i sentimenti reciproci (All Choked Up, nel film You're the One That I Want) .
Quindi Danny e Sandy tornano insieme, Frenchy ottiene un nuovo lavoro come commessa in un negozio di trucchi, Rizzo rivela di non essere incinta e si riunisce con Kenickie. Quindi i Burger Palace Boys e le Pink Ladies festeggiano celebrando la loro amicizia (We Go Together (Reprise)).

## Personaggi
- Daniel "Danny" Zuko: un ragazzo carismatico di Chicago e sciupafemmine, nonché capobanda dei Burger Palace Boys. È molto sicuro di sé ma in realtà nasconde un lato sensibile, che esce quando frequenta Sandy.
- Sandra "Sandy" Dombrowski: una ragazza ingenua appena arrivata alla Rydell. In realtà nasconde un lato sexy e intraprendente, che mostrerà solo quando spinta a cambiare per l'amato Danny.
- Kenickie: ragazzo rude e per nulla tenero, dall'umorismo sgradevole. Vice-capo dei Burger Palace Boys, ha una relazione molto turbolenta con Rizzo.
- Betty Rizzo: a capo delle Pink Ladies, è una ragazza molto dura e cinica che si rifiuta di mostrare i propri sentimenti. Ha modi di fare scontrosi e da maschiaccio, che cozzano spesso con il carattere di Kenickie, che frequenta.
- Doody: il più giovane membro dei Burger Palace Boys, ha un modo di fare innocente e puro, senza alcun atteggiarsi, che lo inducono ad essere impacciato con la sua cotta, Frenchy. Sogna di diventare una rockstar mostrando molto potenziale.
- Marty Maraschino: membro più anziano delle Pink Ladies, è quella più snob con l'esperienza maggiore in fatto di alcolici, fumo e uomini, infatti ha un amante in Giappone, flirta con Vince Fontaine al ballo ma cede infine alle avance di Sonny.
- Roger: il membro più sarcastico e burlone dei Burger Palace Boys, appassionato di fast food e bravate come mostrare il sedere. Per questo cattura facilmente l'attenzione della sua controparte femminile, Jan.
- Jan: una ragazza molto semplice, sovrappeso siccome sempre vista a mangiare, spesso parla senza pensare, descritta come la meno sofisticata delle Pink Ladies. Sebbene i bisticci, si affeziona a Roger.
- Dominic "Sonny" LaTierri: un ragazzo che si ritiene un casanova ma fallisce miseramente, tranne con Marty. È molto sbruffone e infantile, testa calda in molte situazioni [è l'unico dei Burger Palace Boys senza un numero musicale].
- Frenchy: è la Pink Lady che stringe più facilmente amicizia con Sandy, data la sua natura dolce e sognatrice, che però non la fa rendere bene a scuola tanto che vorrebbe diventare estetista piuttosto. Accetta timidamente i corteggiamenti di Doody.
- Miss Lynch: insegnante di inglese presso la Rydell High School severa e precisa.
- Patty Simcox: una cheerleader fintamente entusiasta e dispettosa.
- Eugene: ragazzo nerd molto intelligente, per questo vittima di prese in giro.
- Cha-Cha DiGregorio: sensuale e talentuosa ballerina dai modi insistenti.
- Vince Fontaine: brillante e narcisista presentatore radiofonico.
- Johnny Casino: capo di una band rock and roll che suona al ballo.
- Teen Angel: angelo guardiano eccentrico di Frenchy.

## Cast
| Personaggi                    | Broadway (1972)  | Film (1978)           | Italia (1997)          | FOX (2016)            |
| ----------------------------- | ---------------- | --------------------- | ---------------------- | --------------------- |
| Danny Zuko                    | Barry Bostwick   | John Travolta         | Giampiero Ingrassia    | Aaron Tveit           |
| Sandy Dumbrowski/Olsson       | Carole Demas     | Olivia Newton-John    | Lorella Cuccarini      | Julianne Hough        |
| Kenickie                      | Timothy Meyers   | Jeff Conaway          | Michele Carfora        | Carlos PenaVega       |
| Betty Rizzo                   | Adrienne Barbeau | Stockard Channing     | Renata Fusco           | Vanessa Hudgens       |
| Doody                         | James Canning    | Barry Pearl           | Gabriele Foschi        | Jordan Fisher         |
| Marty                         | Katie Hanley     | Dinah Manoff          | Ilaria Amaldi          | Keke Palmer           |
| Roger/Putzie                  | Walter Bobbie    | Kelly Ward            | Pietro Pignatelli      | David Del Rio         |
| Jan                           | Garn Stephens    | Jamie Donnelly        | Simonetta Cartia       | Kether Donohue        |
| Sonny LaTierri                | Jim Borrelli     | Micheal Tucci         | Gianfranco Phino       | Andrew Call           |
| Frenchy                       | Marya Small      | Didi Conn             | Cristina Sebastianelli | Carly Rae Jepsen      |
| Miss Lynch/Principal McGee    | Dorothy Leon     | Eve Arden             | Lorena Crepaldi        | Ana Gasteyer          |
| Patty Simcox                  | Ilene Kristen    | Susan Buckner         | Lucilla Vacondio       | Elle McLemore         |
| Eugene Florczyk/Felsnick      | Tom Harris       | Eddie Deezen          | Gianni Salvucci        | Noah Robbins          |
| Charlene "Cha-Cha" DiGregorio | Kathi Moss       | Annette Charles       | Elena Fioravanti       | Yvette Gonzalez-Nacer |
| Vince Fontaine                | Don Billett      | Edd Byrnes            | Amadeus                | Mario Lopez           |
| Johnny Casino                 | Alan Paul        | Screamin' Scott Simon |                        | Joe Jonas             |
| Teen Angel                    | Alan Paul        | Frankie Avalon        | Mal                    | Boyz II Men           |

## Cast italiano
| Personaggi                    | 1ª Edizione            | 1ª Edizione            | 2ª Edizione             | 2ª Edizione             | 3ª Edizione             | 3ª Edizione             | 4ª Edizione             | 4ª Edizione             | 5ª Edizione         | 5ª Edizione          | 5ª Edizione         | 6ª Edizione           | 6ª Edizione           | 6ª Edizione           | 7ª Edizione          | 7ª Edizione          | 8ª Edizione          | 8ª Edizione          | 8ª Edizione          | 9ª Edizione          | 9ª Edizione          | 9ª Edizione         | 10ª Edizione         |
| Personaggi                    | Cast 1997/1998         | Cast 1999/2000         | Cast 2001               | Cast 2002               | Cast 2003               | Cast 2004               | Cast 2005               | Cast 2006               | Cast 2007/2008      | Cast 2008/2009       | Cast 2009/2010      | Cast 2011/2012        | Cast 2012/2013        | Cast 2013/2014        | Cast 2015            | Cast 2016            | Cast 2017            | Cast 2018            | Cast 2019            | Cast 2020            | Cast 2022            | Cast 2023           | Cast 2024            |
| ----------------------------- | ---------------------- | ---------------------- | ----------------------- | ----------------------- | ----------------------- | ----------------------- | ----------------------- | ----------------------- | ------------------- | -------------------- | ------------------- | --------------------- | --------------------- | --------------------- | -------------------- | -------------------- | -------------------- | -------------------- | -------------------- | -------------------- | -------------------- | ------------------- | -------------------- |
| Danny Zuko                    | Giampiero Ingrassia    | Giampiero Ingrassia    | Michele Carfora         | Michele Carfora         | Michele Carfora         | Dennis Fantina          | Flavio Montrucchio      | Francesco Guidi         | Filippo Strocchi    | Filippo Strocchi     | Mirko Ranù          | Riccardo Berdini      | Riccardo Berdini      | Filippo Strocchi      | Giuseppe Verzicco    | Giuseppe Verzicco    | Guglielmo Scilla     | Guglielmo Scilla     | Giulio Corso         | Simone Sassudelli    | Simone Sassudelli    | Simone Sassudelli   | Tommaso Pieropan     |
| Sandy Dumbrowski/Olsson       | Lorella Cuccarini      | Lorella Cuccarini      | Simona Samarelli        | Simona Samarelli        | Alberta Izzo            | Alberta Izzo            | Alberta Izzo            | Alberta Izzo            | Sara Maya           | Serena Carradori     | Serena Carradori    | Laura Panzeri         | Serena Carradori      | Serena Carradori      | Beatrice Baldaccini  | Beatrice Baldaccini  | Lucia Blanco         | Lucia Blanco         | Lucia Blanco         | Francesca Ciavaglia  | Francesca Ciavaglia  | Francesca Ciavaglia | Eleonora Buccarini   |
| Kenickie                      | Michele Carfora        | Pierluigi Gallo        | Francesco Guidi         | Francesco Guidi         | Fabrizio Paganini       | Fabrizio Paganini       | Francesco Guidi         | Davide Calabrese        | Luciano Guerra      | Luciano Guerra       | Renato Tognocchi    | Gianluca Sticotti     | Gianluca Sticotti     | Gianluca Sticotti     | Gianluca Sticotti    | Gianluca Sticotti    | Riccardo Sinisi      | Riccardo Sinisi      | Riccardo Sinisi      | Giorgio Camandona    | Giorgio Camandona    | Giorgio Camandona   | Valerio Angeli       |
| Betty Rizzo                   | Renata Fusco           | Renata Fusco           | Alice Mistroni          | Alice Mistroni          | Floriana Monici         | Floriana Monici         | Floriana Monici         | Floriana Monici         | Valentina Spalletta | Valentina Spalletta  | Chiara Vecchi       | Floriana Monici       | Floriana Monici       | Floriana Monici       | Floriana Monici      | Floriana Monici      | Eleonora Lombardo    | Eleonora Lombardo    | Eleonora Lombardo    | Eleonora Lombardo    | Gea Andreotti        | Gea Andreotti       | Arianna Bertelli     |
| Doody                         | Gabriele Foschi        | Mauro Simone           | Fausto Verginelli       | Fausto Verginelli       | Fausto Verginelli       | Fausto Verginelli       | Fausto Verginelli       | Fausto Verginelli       | Marco Stabile       | Marco Stabile        | Marco Stabile       | Gioacchino Inzirillo  | Gioacchino Inzirillo  | Gioacchino Inzirillo  | Gioacchino Inzirillo | Gioacchino Inzirillo | Gioacchino Inzirillo | Gioacchino Inzirillo | Gioacchino Inzirillo | Gioacchino Inzirillo | Gioacchino Inzirillo | Riccardo Rossini    | Riccardo Rossini     |
| Marty Maraschino              | Ilaria Amaldi          | Ilaria Amaldi          | Annamaria Schiattarella | Annamaria Schiattarella | Annamaria Schiattarella | Annamaria Schiattarella | Annamaria Schiattarella | Annamaria Schiattarella | Giada D'Auria       | Giada D'Auria        | Eleonora Pastorelli | Silvia Contenti       | Silvia Contenti       | Silvia Contenti       | Silvia Contenti      | Silvia Contenti      | Roberta Miolla       | Roberta Miolla       | Marta Belloni        | Alice Luterotti      | Alice Luterotti      | Alice Luterotti     | Federica Laganà      |
| Roger                         | Pietro Pignatelli      | Pietro Pignatelli      | Mauro Simone            | Mauro Simone            | Alessandro Zaffanella   | Alessandro Zaffanella   | Alessandro Zaffanella   | Alessandro Zaffanella   | Alex Mastromarino   | Alex Mastromarino    | Davide Nebbia       | Luca Spadaro          | Luca Spadaro          | Luca Spadaro          | Giorgio Camandona    | Vincenzo Leone       | Giorgio Camandona    | Giorgio Camandona    | Matteo Romano        | Matteo Romano        | Matteo Romano        | Matteo Romano       | Dario Napolitano     |
| Jan                           | Simonetta Cartia       | Alessia Duca           | Alessia Duca            | Alessia Duca            | Valentina Buttafarro    | Valentina Buttafarro    | Valentina Buttafarro    | Valentina Buttafarro    | Elena Nieri         | Elena Nieri          | Giulia Marangoni    | Federica Vitiello     | Federica Vitiello     | Federica Vitiello     | Giulia Marangoni     | Giulia Marangoni     | Federica Vitiello    | Federica Vitiello    | Federica Vitiello    | Federica Vitiello    | Pamela Giannini      | Pamela Giannini     | Khomolchanok De Pace |
| Sonny LaTierri                | Gianfranco Phino       | Claudio Castrogiovanni | Marco Vesica            | Marco Vesica            | Roberto Colombo         | Roberto Colombo         | Roberto Colombo         | Nicola Assalto          | Ilio Vannucci       | Ilio Vannucci        | Ilio Vannucci       | Giancarlo Capito      | Giancarlo Capito      | Giancarlo Capito      | Luigi Fiorenti       | Luigi Fiorenti       | Luca De Gregorio     | Luca De Gregorio     | Luca Peluso          | Matteo Germinaro     | Matteo Germinaro     | Matteo Germinaro    | Giuseppe Brancato    |
| Frenchy                       | Cristina Sebastianelli | Gabriella Borri        | Monica Dugo             | Monica Dugo             | Ketty Roselli           | Donatella Sgobba        | Donatella Sgobba        | Donatella Sgobba        | Giuliana Rapone     | Francesca Colapietro | Valeria Panepinto   | Maria Silvia Roli     | Maria Silvia Roli     | Roberta Miolla        | Azzurra Adinolfi     | Valentina Corrao     | Giulia Fabbri        | Chiara Di Loreto     | Chiara Di Loreto     | Eleonora Buccarini   | Eleonora Buccarini   | Eleonora Buccarini  | Iris Trivisano       |
| Miss Lynch                    | Lorena Crepaldi        | Lorena Crepaldi        | Stefania Pacifico       | Stefania Pacifico       | Stefania Pacifico       | Stefania Pacifico       | Stefania Pacifico       | Stefania Pacifico       | Donatella De Felice | Donatella De Felice  | Donatella De Felice | Mariasole Fornarelli  | Mariasole Fornarelli  | Mariasole Fornarelli  | Claudia Belli        | Claudia Belli        | Ilaria Amaldi        | Clara Maselli        | Maria Sacchi         | Maria Sacchi         | Maria Sacchi         | Elena Nieri         | Chiara Bonfrisco     |
| Patty Simcox                  | Lucilla Vacondio       | Lucilla Vacondio       | Irene Stangalini        | Laura Carusino          | Laura Carusino          | Laura Carusino          | Arianna Sala            | Arianna Sala            | Fabiana Denicolo    | Laura Galigani       | Giada Marinoni      | Roberta Miolla        | Roberta Miolla        | Beatrice Berdini      | Anna Bodei           | Anna Bodei           | Giulia Bellanzoni    | Giulia Bellanzoni    | Laura Fiorini        | Martina Santoro      | Martina Santoro      | Martina Santoro     | Valentina Pini       |
| Eugene Felsnick               | Gianni Salvucci        | Cristian Ruiz          | Mirko Luccarelli        | Emanuele Allegrezza     | Matteo Fieta            | Matteo Fieta            | Matteo Fieta            | Mirko Luccarelli        | Dario Polmonari     | Dario Polmonari      | Dario Polmonari     | Luca Peluso           | Luca Peluso           | Luca Peluso           | Luca Peluso          | Luca Peluso          | Luca Peluso          | Luca Peluso          | Federico Colonnelli  | Federico Colonnelli  | Federico Colonnelli  | Federico Colonnelli | Lodovico Gaffuri     |
| Charlene "Cha-Cha" DiGregorio | Elena Fioravanti       | Loredana Sartori       | Donatella Sgobba        | Donatella Sgobba        | Donatella Sgobba        | Maria Anna Russo        | Chiara Vecchi           | Nadia Scherani          | Chiara Vecchi       | Chiara Vecchi        | Fulvia Borrella     | Valentina Corrao      | Valentina Corrao      | Valentina Corrao      | Valentina Corrao     | Anna Foria           | Giulia Maffei        | Giulia Maffei        | Giulia Maffei        | Elisa Gobbi          | Elisa Gobbi          | Elisa Gobbi         | Elena Barani         |
| Vince Fontaine                | Amadeus                | Simone Colombari       | Mauro Marino            | Mauro Marino            | Marco Vesica            | Marco Vesica            | Marco Vesica            | Marco Vesica            | Nicola Paduano      | Mauro Bonaffini      | Mauro Bonaffini     | Andrea Carli          | Andrea Carli          | Andrea Carli          | Roberto Colombo      | Roberto Colombo      | Nick Casciaro        | Nick Casciaro        | Nick Casciaro        | Nick Casciaro        | Amerigo Vitiello     | Amerigo Vitiello    | Amerigo Vitiello     |
| Teen Angel                    | Mal                    | Mal                    | Ciro Di Maio            | Nicola Zamperetti       | Giancarlo Teodori       | Giancarlo Teodori       | Davide Calabrese        | Mauro Bonaffini         | Nicola Paduano      | Mauro Bonaffini      | Mauro Bonaffini     | Andrea Carli          | Andrea Carli          | Andrea Carli          | Andrea Rossi         | Andrea Rossi         | Nick Casciaro        | Nick Casciaro        | Nick Casciaro        | Nick Casciaro        | Amerigo Vitiello     | Amerigo Vitiello    | Amerigo Vitiello     |
| Tom                           | Robert Camero          | Giorgio Raucci         | Ciro Di Maio            | Nicola Zamperetti       | Giancarlo Teodori       | Giancarlo Teodori       | Davide Calabrese        | Mauro Bonaffini         | Andrea De Bruyn     | Andrea De Bruyn      | Mirko Lucchini      | Alessandro Patregnani | Alessandro Patregnani | Alessandro Patregnani | Andrea Rossi         | Andrea Rossi         | Giulio Benvenuti     | Simone Sassudelli    | Andrea Di Bella      | Lorenzo Belviso      | Lorenzo Belviso      | Ivan Miglioli       | Giovanni Di Tizio    |

## Numeri musicali

### Broadway (1972)

#### Atto I
- Alma Mater – Miss Lynch, Patty, Eugene e compagnia
- Alma Mater (Parody) – Pink Ladies e Burger Palace Boys
- Summer Nights – Sandy, Danny, Pink Ladies e Burger Palace Boys
- Those Magic Changes – Pink Ladies e Burger Palace Boys
- Freddy, My Love – Marty e Pink Ladies
- Greased Lightnin' – Kenickie e Burger Palace Boys
- Rydell Fight Song – Sandy e Patty
- Mooning – Roger e Jan
- Look at Me, I'm Sandra Dee - Pink Ladies e Rizzo
- We Go Together – Compagnia

#### Atto II
- Shakin' at the High School Hop – Compagnia
- It's Raining on Prom Night – Sandy e Radio Singer
- Shakin' at the High School Hop (Reprise) – Compagnia
- Born to Hand Jive – Johnny Casino e compagnia
- Beauty School Dropout – Teen Angel, Frenchy e coro
- Alone at a Drive-in Movie – Danny e Burger Palace Boys
- Rock 'N' Roll Party Queen – Doody e Roger
- There Are Worse Things I Could Do – Rizzo
- Look at Me, I'm Sandra Dee (Reprise) – Sandy
- All Choked Up – Sandy, Danny, Pink Ladies e Burger Palace Boys
- We Go Together (Reprise) – Compagnia

### Italia (1997)

#### Atto I
- Sandy (ouverture) – Danny e Sandy
- Grease [dal 2015 Grease vive in noi] – Compagnia
- Sere d'estate – Danny, Sandy, ragazzi e ragazze
- Magiche note [dal 2018 con una nuova versione] – Doody e ragazzi
- Freddy my love – Marty e ragazze
- Guarda qui c'è Sandra Dee – Rizzo
- Sono destinata a te [dal 2015 Non so scordarmi di te] – Sandy
- Greased Lightinin' – Kenickie e ragazzi
- Inno di Rydell [dal 2015 mancante] – Sandy e Patty
- Mostravo il culo – Roger e Jan
- Noi stiamo insieme [dal 2015 Restiamo insieme] – Compagnia

#### Atto II
- Shake non-stop [dal 2015 Shake 'n' roll] – Compagnia
- Viva l'hand jive – Kenickie, Miss Lynch, ragazzi e ragazze
- Notte di festa... e piove [dal 2015 Piove sul ballo] – Sandy e ragazzi
- Ho bisogno di un angelo [presente dal 2017] - Frenchy
- Torna alla scuola – Teen Angel e ragazze
- Sandy – Danny
- La regina del rock 'n' roll [dal 2015 mancante] – Compagnia
- Potrei fare peggio [dal 2015 Sbaglierei molto di più] – Rizzo
- Guarda qui c’è Sandra Dee (ripresa) – Sandy
- Tu sei fatto per me [dal 2015 Perfetto per me] – Danny, Sandy, ragazzi e ragazze
- Noi stiamo insieme (ripresa) [dal 2015 Restiamo insieme (ripresa)] – Compagnia
- Medley – Compagnia

## Produzioni

### Italia (1997)
In Italia ha esordito il 4 marzo 1997, prodotto dalla Compagnia della Rancia, con la regia e l'adattamento di Saverio Marconi e le coreografie di Franco Miseria, presso il Teatro Nuovo di Milano. Nel ruolo dei protagonisti si cimentarono con grande successo  Lorella Cuccarini e Giampiero Ingrassia. La traduzione delle canzoni fu affidata a Michele Renzullo e Silvio Testi.
Per il Teatro Verdi di Trieste va in scena nel 2001 e nel 2005.
Nel 2015 è andata in scena una riedizione, sempre con la regia di Marconi, con nuove coreografie di Gillian Bruce e alcune canzoni ritradotte da Franco Travaglio.

## Controversie
Lo spettacolo rappresenta le storie di un gruppo di teenager che naviga tra le complessità della peer pressure, della politica, dei valori personali e dell'amore. Cita diverse problematiche sociali come la gravidanza adolescenziali e la violenza tra bande; i temi includono amore, amicizia, ribellione adolescenziale, scoperta sessuale e, in parte, conflitto di classe. Tuttavia fin dall'inizio Grease venne etichettato come uno spettacolo crudo, aggressivo ed eccessivamente volgare; eredità che in parte rimane nonostante i pesanti maneggiamenti. Molto criticati infatti sono i commenti sessisti e omofobi, e la totale assenza di rappresentazione etnica in un'America degli anni '50 che sicuramente presentava grande multiculturalità.
Il finale in particolare oggigiorno riscuote grande disappunto dal pubblico femminista più radicale, nonostante il musical sia universalmente apprezzato. Ai tempi Jacobs spiegò che si trattava di una sovversione del classico tema del cinema in cui la protagonista femminile trasformava l'uomo alpha in un personaggio più sensibile; quindi in questo caso è la donna che subisce l'influenza maschile plasmandosi in base alle sue fantasie. Tuttavia questa linea di pensiero si allontana completamente dal pensiero femminista che ambisce a parità politica, sociale ed economica tra i sessi, ritenendo che le donne siano sempre state, in varie misure, discriminate rispetto agli uomini e ad essi subordinate.